# Як-1000
Як-1000 — советский экспериментальный сверхзвуковой истребитель. Проектировался в 1950 году в ОКБ имени Яковлева. Из-за ошибок в проектировании, выявленных при проведении испытаний в 1951 году, проект по созданию истребителя был закрыт.

## История создания
В марте 1945 года ГКО СССР создал комиссию по вывозу в Советский Союз немецких научных технологий. Спустя месяц на территории Германии начал работу, входящий в эту комиссию Специальный отдел Наркомата авиапромышленности СССР, под руководством авиаконструктора Александра Яковлева. В мае 1945 года в СССР была вывезена документация об изучении аэродинамики летательных аппаратов с различными типами крыльев из Центра научных исследований Немецкого института экспериментальной авиации в Адлерсхофе.
После доставки этой документации в ЦАГИ, в институте были созданы две группы по изучению этих материалов: одна, возглавляемая В. В. Струминским, исследовала работы связанные с крыльями стреловидного типа; вторая под руководством профессора в области аэродинамики Петра Красильщикова, изучала труды по треугольным крыльям малого удлинения, классифицированных в ЦАГИ как «ромбовидные». Однако, по мере того, как скорость истребителей приближалась к сверхзвуковой, всё большую заинтересованность у военных вызывали работы именно по «ромбовидным» крыльям.
10 июня 1950 года советское правительство поставило ОКБ Яковлева задачу предоставить на государственные испытания в августе 1952 года истребитель с реактивным двигателем АЛ-5. 3 октября 1950 года Александр Яковлев, желавший создать истребитель, который бы мог конкурировать с МиГ-15, поручил реализацию этого проекта авиаконструктору Леониду Селякову. Уже через два месяца в трёх аэродинамических трубах ЦАГИ были испытаны деревянные модели самолёта, а 27 февраля 1951 года была завершена постройка опытного образца.

## Конструкция
Як-1000 представлял собой цельнометаллический среднеплан. Полумонококовый фюзеляж с жёсткой обшивкой, поддерживаемый каркасом из тридцати шпангоутов и набором стрингеров, вмещал в себя два топливных бака: передний на 430 и задний на 167 литров. Хвостовая часть фюзеляжа была оборудована аэродинамическим тормозом. В герметичной кабине с наддувом от компрессора двигателя находилось катапультное кресло. Убирающееся шасси велосипедного типа было снабжено системой масляно-воздушной амортизации. Треугольные крылья малого удлинения и обратной стреловидности были составлены из аэродинамических профилей ЦАГИ: СР-12С и С-9С.
Из-за доводки двигателя АЛ-5, продолжавшейся на протяжении всего 1951 года, его не успевали поставить к началу испытаний.
Вместо него была установлена советская копия британского мотора Rolls-Royce Derwent V.
Проектные технические характеристики
- Максимальная скорость — 1 100 км/ч
- Полётная масса — 2 470 кг
- Тяга (взлётная) — 1 590 кг/с
- Тяга (эффективная взлётная) — 1 500 кг/с
- Тяга (номинальная) — 1 460 кг/с
- Длина корпуса — 11,69 м
- Размах крыла — 4,52 м
- Площадь крыла — 14 м²
- Стреловидность крыла — 60°

## Испытания
Испытание опытного образца доверили лётчикам-испытателям Сергею Анохину и Дмитрию Зюзину. 2 марта 1951 года Дмитрием Зюзиным были произведены две рулёжки до 50 и до 100 км/ч, по итогам которых к поведению истребителя не было предъявлено никаких претензий. На следующий день в ходе рулёжки была набрана скорость уже в 250 км/ч, при которой из-за бокового ветра силой в 5 м/с корпус накренился влево и, несмотря на усилия пилота по выравниванию, самолёт выкатился за пределы взлётной дорожки. 10 марта с выпущенными закрылками истребитель разогнали до 150 км/ч, в этих условиях даже небольшой боковой ветер разворачивал самолёт.
В неудачных испытаниях Александр Яковлев обвинил профессора Красильщикова, рекомендациям которого следовали работники конструкторского бюро при проектировании самолёта. Все полевые исследования были приостановлены до конца работ по доводке самолёта.
17 марта Леонид Селяков утвердил макет новой версии истребителя, получившей обозначение Як-1000М. Изменения коснулись в первую очередь крыльев, которые стали располагаться на фюзеляже несколько ниже, а также поменяли угол наклона. Переработано было и хвостовое оперение. Однако, несмотря на внесённые изменения, проект не получил одобрения от А. Яковлева и был закрыт в октябре 1951 года.
В 2000 году ведущий конструктор ОКБ им. Яковлева Евгений Адлер заявил, что теория короткого «ромбовидного» крыла разрабатывалась немецкими конструкторами для крылатых ракет, а не для истребителей.